# Monteponit
Monteponit oder Genaruttit, chemisch Cadmiumoxid, ist ein sehr selten vorkommendes Mineral aus der Mineralklasse der Oxide und Hydroxide. Es kristallisiert im kubischen Kristallsystem mit der chemischen Zusammensetzung CdO und bildet schwarze, oktaedrische, bis zu 0,05 mm große Kristalle, die in einer Druse gefunden wurden. Auch Pulver und Massen des Minerals wurden gefunden.

## Etymologie und Geschichte
Erstmals entdeckt wurde das Mineral an einem Handstück vom Monte Poni nahe Iglesias auf der italienischen Insel Sardinien. Die Erstbeschreibung erfolgte 1901 durch E. Wittich und B. Neumann, die dem Cadmiumoxid ausdrücklich keinen eigenen Mineralnamen gaben, da sie die chemische Bezeichnung für die einfachste und deutlichste hielten.
Den bis heute gültigen Mineralnamen Monteponit prägte erst 1946 Ernest E. Fairbanks, der Namen in Anlehnung an dessen Typlokalität wählte.

## Klassifikation
Bereits in der veralteten 8. Auflage der Mineralsystematik nach Strunz gehörte der Monteponit zur Mineralklasse der „Oxide und Hydroxide“ und dort zur Abteilung der „Verbindungen mit M2O und MO“, wo er zusammen mit Bunsenit, Calciumoxid, Manganosit, Periklas und Wüstit sowie im Anhang mit Murdochit die „Periklas-Reihe“ mit der Systemnummer IV/A.04 bildete.
Im zuletzt 2018 überarbeiteten und aktualisierten Lapis-Mineralienverzeichnis nach Stefan Weiß, das sich im Aufbau noch nach dieser alten Form der Systematik von Karl Hugo Strunz richtet, erhielt das Mineral die System- und Mineral-Nr. IV/A.04-050. In der „Lapis-Systematik“ entspricht dies der Abteilung „Oxide mit dem Stoffmengenverhältnis Metall : Sauerstoff = 1 : 1 und 2 : 1 (M2O, MO)“, wo Monteponit zusammen mit Bunsenit, Calciumoxid, Manganosit, Murdochit, Palladinit, Periklas und Wüstit die „Periklasgruppe“ mit der Systemnummer IV/A.04 bildet.
Die von der International Mineralogical Association (IMA) zuletzt 2009 aktualisierte 9. Auflage der Strunz’schen Mineralsystematik ordnet den Monteponit ebenfalls in die Abteilung der „Oxide mit dem Verhältnis Metall : Sauerstoff = 2 : 1 und 1 : 1“ ein. Diese ist allerdings weiter unterteilt nach dem genauen Stoffmengenverhältnis und der relativen Größe der beteiligten Kationen, so dass das Mineral entsprechend seiner Zusammensetzung in der Unterabteilung „Kation : Anion (M : O) = 1 : 1 (und bis 1 : 1,25); mit nur kleinen bis mittelgroßen Kationen“ zu finden ist, wo es zusammen mit Bunsenit, Calciumoxid, Ferroperiklas (diskreditiert als Varietät von Periklas), Manganosit, Monteponit, Periklas, Wüstit ebenfalls die „Periklasgruppe“ mit der Systemnummer 4.AB.25 bildet.
In der vorwiegend im englischen Sprachraum gebräuchlichen Systematik der Minerale nach Dana hat Monteponit die System- und Mineralnummer 04.02.01.04. Dies entspricht der Klasse der „Oxide und Hydroxide“ und dort der Abteilung „Oxide“, wo das Mineral zusammen mit Bunsenit, Calciumoxid, Hongquiit, Manganosit, Periklas und Wüstit die „Periklasgruppe (Isometrisch, Fm3m)“ mit der Systemnummer 04.02.01 innerhalb der Unterabteilung „Einfache Oxide mit einer Kationenladung von 2+ (AO)“ zu finden ist.

## Kristallstruktur

Kristallstruktur von Monteponit

Monteponit kristallisiert im kubischen Kristallsystem mit der Raumgruppe Fm3m (Raumgruppen-Nr. 225) mit dem Gitterparameter a = 4,69 Å sowie vier Formeleinheiten pro Elementarzelle (Natriumchloridstruktur).

## Bildung und Fundorte
Monteponit bildet sich sehr selten als Überzug über Smithsonit oder Hemimorphit sowie in sulfidischen Erzen. Es ist je nach Fundort vergesellschaftet mit Smithsonit und Hemimorphit oder Cadmium und Otavit. 
Neben der Typlokalität sind Funde des Monteponits lediglich aus Duyun in China, Laurion in Griechenland sowie Werchojansk und Iturup in Russland bekannt.